# Chiesa di Santa Maria delle Donne
La chiesa di Santa Maria delle Donne di Ascoli Piceno è stata costruita agli inizi del XIII secolo sulla piana di San Panfilo, al di fuori delle mura della città, poco oltre Porta Romana, nell'omonimo quartiere.
L'edificio religioso in stile romanico non nasconde influenze gotiche che si mostrano evidenti nello slancio dell'altezza del corpo del fabbricato.

## Storia
Lo storico Giambattista Carducci data gli inizi dell'apertura del cantiere di costruzione tra il 1233 ed il 1234.
Sebastiano Andreantonelli, nel ricordare la vita del vescovo ascolano Marcellino, vivente nel 1233, scrive che egli stesso riscosse la somma di 62 once in oro, in data 10 aprile 1233, da Alberto, Bonifacio, Paolo e Pietro della Torre che dovevano versarle in pagamento per questa chiesa.
L'Epistola 238, del decimo registro Vaticano, riporta la nota di una donazione che il vescovo Marcellino elargì alle religiose di Santa Maria della zona di San Panfilo.
Le monache di clausura che avviarono la costruzione del monastero, al di fuori le mura della città, appartenevano all'Ordine di San Damiano e provenivano dal convento della Vergine Maria di San Gregorio di Ascoli Piceno.
Scritture testamentarie locali riportano note di lasciti devoluti a beneficio della realizzazione della chiesa che nel decennio compreso tra il 1250 ed il 1260 era in ancora in fase di elevazione.
Fu eretta per essere utilizzata dal monastero delle clarisse, fondato tra il 1232 ed il 1233, che sorgeva attaccato alla chiesa stessa. Ancora oggi sono visibili nel lato posteriore del fabbricato i tagli causati dal distacco delle mura del convento.
Rimase ininterrottamente proprietà delle suore fondatrici fino a quando, verso la fine del 1535, queste furono trasferite, dal vescovo Roverella, all'interno delle mura della città poiché il loro monastero versava in condizioni precarie ed inoltre lo spostamento garantiva migliori condizioni di sicurezza alle religiose che si trovavano in aperta campagna.
Nell'anno 1540 la chiesa, l'annesso monastero ed il terreno adiacente divennero proprietà delle suore di Sant'Egidio, successivamente, nel 1866 l'edificio religioso divenne proprietà demaniale e nell'anno 1875 fu acquistato dalla famiglia Merli, conti della nobiltà ascolana.
Seguì un lungo periodo di abbandono che si concluse col restauro, sostenuto a spese della stessa famiglia proprietaria, avviato nel 1954. La chiesa fu riaperta alle funzioni ed al culto il giorno 8 settembre 1957.

## Architettura
L'intero corpo di fabbrica si eleva da una pianta rettangolare ed è costituito da blocchi levigati e squadrati di travertino ordinati a murazione liscia. La facciata è bipartita da una modanatura a gola ed aperta da un ingresso con portale ad arco falcato e si conclude con un coronamento spiovente. Al di sopra dell'ingresso si mostra il rosone costituito da una ghiera di colonnine e capitelli, incorniciato da un delicato fregio a treccia. 
Tra il rosone e l'arco, sul lato sinistro, si nota una porta murata mediante la quale, con l'allestimento di appositi ballatoi, si poteva accedere al piano superiore dell'aula interna.
Sulla sommità del prospetto principale, nella zona del timpano, si trovano immurate 5 scodelle maiolicate disposte a croce.
La facciata ha nella parte mediana blocchi sporgenti tagliati ad uncino che erano utilizzati per appendere arazzi o festoni durante le ricorrenze, si notano al di sotto buche pontaie murate. Il fianco della chiesa verso la via Salaria è aperto da 4 monofore disposte irregolarmente.

## L'interno
L'aula della chiesa, a pianta rettangolare, si mostra suddivisa in due piani distinti da un arco di travertino, di grandi dimensioni, poggiato alle mura laterali dell'edificio.
Addossata alla parete sinistra si trova la scala, dapprima realizzata in legno e successivamente in muratura, mediante la quale si accede al piano superiore. Questo ambiente era comunicante col monastero e destinato alle suore, mentre il piano inferiore era preposto ad accogliere i fedeli.
Nella zona di fondo dell'unica navata si trova l'altare. L'originale è andato perduto ed è stato sostituito, nel 1954, con l'attuale che poggia su due rocchi di colonne complete di capitello. Alle spalle della mensa si notano tracce significative di un affresco, parzialmente conservato, della Madonna col Bambino risalente alla prima metà del XIII secolo.
Il tabernacolo quattrocentesco mostra nella calotta l'immagine di Gesù Maestro e le quattro vele recano i dipinti degli Evangelisti e della Vergine ritratta tra Santa Chiara e San Francesco.
Sulle colonne di travertino che sostengono il tabernacolo sono visibili tracce di affreschi a tema religioso come l'Annunciazione, la Madonna ed immagini di Santi.
Alla base della parete destra si trova la tomba dei Guiderocchi, potente famiglia ascolana. 
Il monumento funebre è costituito da un elegante arcosolio interamente realizzato in travertino, databile intorno al XIV secolo, poggiante su una base da cui si elevano una coppia di colonne binate che sostengono l'arco fregiato da una greca dipinta. Al centro della base si trova scolpito in bassorilievo lo stemma della famiglia.
L'interno della nicchia dell'arcosolio è completamente affrescato da un dipinto che ritrae la Crocifissione con rappresentate le figure della Madonna, della Maddalena, di San Giovanni e pie donne.
La tomba ospitò le spoglie mortali di Astolfo Guiderocchi deceduto a Mentana e qui sepolto l'8 dicembre 1552.
Le pareti interne della chiesa recano tracce di affreschi votivi attribuibili alla scuola dei maestri di San Severino.

## Galleria d'immagini

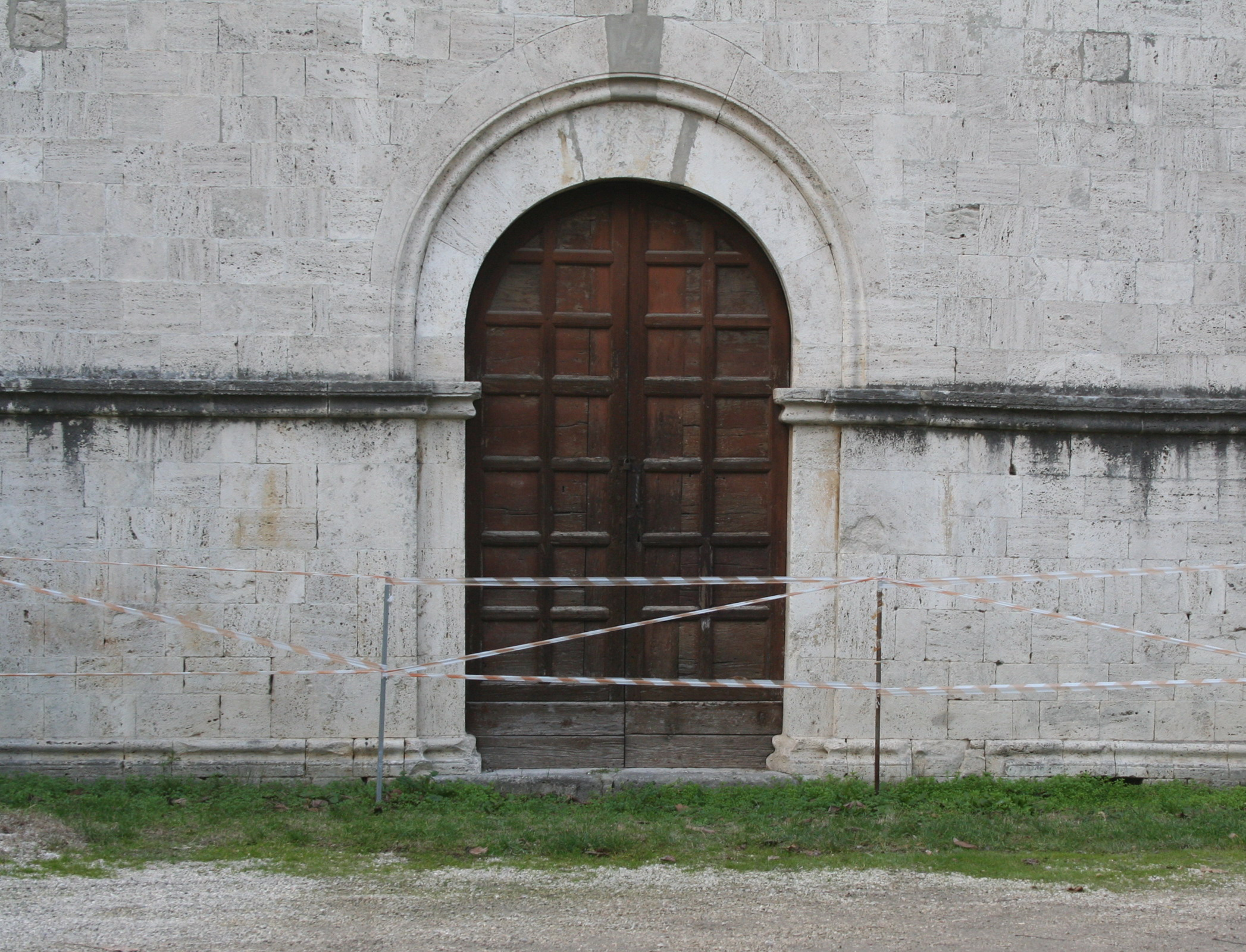
Ingresso ad arco falcato e lateralmente le buche pontaie murate.
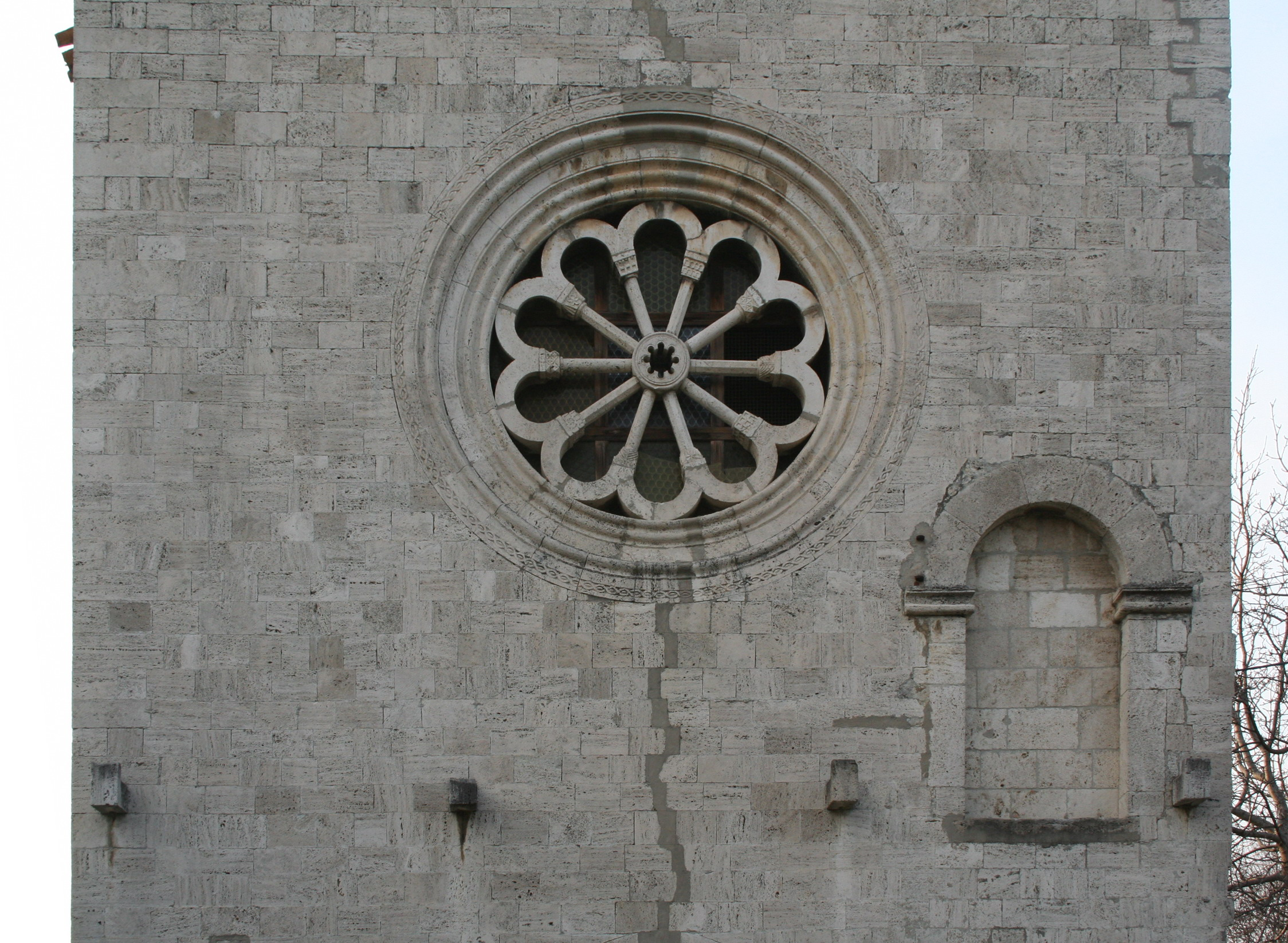
Rosone e porta murata di accesso al piano superiore.
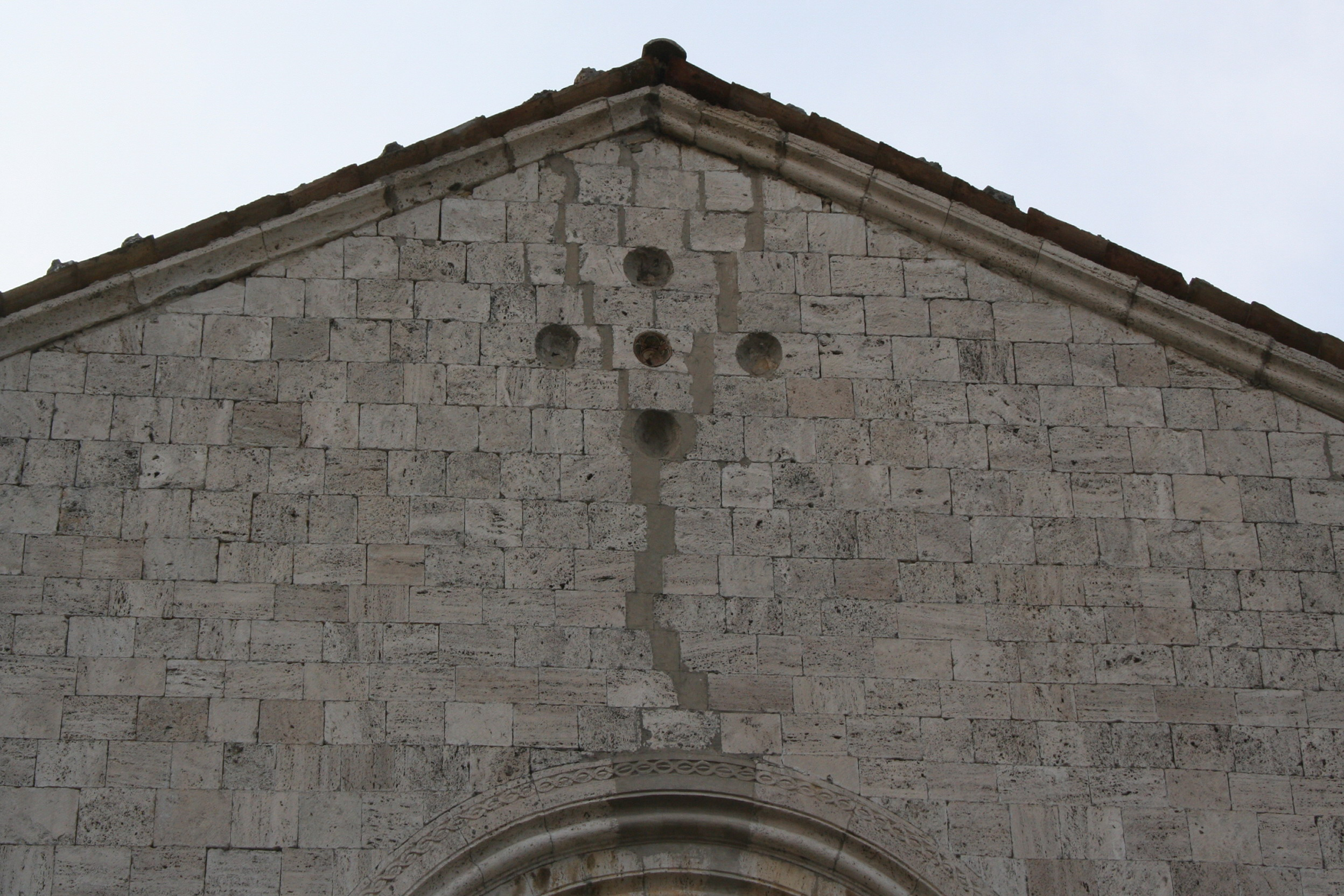
Scodelle di maiolica.